# Carolina Ferre
Carolina Ferre i Amat (Cocentaina, Comtat, 27 d'agost del 1974) és una periodista valenciana que ha treballat principalment en televisió.

## Debut i salt al circuit espanyol
Va començar a Canal 9, en programes com Guanye qui guanye o Tela marinera, aquest últim amb Eduard Forés i amb el qual va guanyar molta popularitat entre el públic valencià. El 1999 va fitxar per Telecinco, on va presentar el programa de varietats Fiebre del domingo noche. Més tard, el 2003, va substituir de forma interina Emma García com a presentadora d'A tu lado i va col·laborar amb Mercedes Milà presentant els resums setmanals de Gran Hermano. La seua faena en aquest programa va fer que l'any següent s'encarregara del debat de Gran Hermano VIP. Va presentar les campanades del 2003 amb Manel Fuentes a Telecinco.
L'estiu del 2004, i després que María Teresa Campos fitxara per Antena 3, es va encarregar temporalment de la presentació de Día a día, el programa que havia estat presentant Campos. Quan va ser rellevada per Ana Rosa Quintana, va començar a liderar altres programes, que resultaren menys reeixits (Plan C el 2005 o Esta cocina es un infierno el 2006).

## Primers canvis de cadena
A finals del 2006, va fitxar per La Sexta per a presentar el concurs Tres en raya, una versió del programa VIP. La baixa audiència va fer que el retiraren dues setmanes després de l'estrena.
El 5 de març del 2007 va tornar a canviar de cadena i va anar-se'n a 8tv, on va presentar cinc mesos Envasat al 8. Paral·lelament, el mes de maig va fitxar per TVE per presentar-hi el programa especial dedicat a Eurovisió. El 7 de maig va tornar a Canal 9 per a presentar Sessió hipnòtica, un programa setmanal basat en la hipnosi, però també va ser retirat poc després de l'estrena. El setembre del 2007, després de desvincular-se de 8tv, es va incorporar com a col·laboradora de Channel nº 4, un programa de Cuatro, que va abandonar per la seua maternitat.

## Retorn a l'activitat
Es va reincorporar el 15 de març del 2008 amb un programa nostàlgic de TVE, Yo estuve allí, que va concloure el 7 de juny sense renovar el contracte amb la cadena per la baixa audiència.
El dia 7 de setembre del 2008, ja de nou a La Sexta, va estrenar el programa de tele-realitat De patitas en la calle, que va durar cinc lliuraments.
El dia 21 de maig del 2009 va estrenar pel circuit català de TVE el show humorístic Disculpin la interrupció.
Ha sigut una de les concursants dels programes musicals d'Antena 3 Tu cara me suena (2011) i Dando la nota (2012).
El 2011 va començar a col·laborar al programa Divendres de TV3. També col·laborà a la ràdio, al programa El matí de Catalunya Ràdio de Manel Fuentes, amb la secció El xat dels dimarts, i al magazín Bon Matí de Ximo Rovira a Ràdio 9.
El 19 de setembre del 2014 dona a llum els bessons Tomeu i Paulina.
El 10 de juny del 2018 és l'encarregada de conduir l'emissió inaugural de la cadena de televisió À Punt.
Des de juny de 2018 fins a desembre de 2020 va presentar el magazín À Punt Directe en À Punt.
El 31 de desembre de 2020 presenta el programa de cap d'any d'À Punt amb Eugeni Alemany.
El 18 de setembre de 2021 es va estrenar el seu nou programa Tresors amb Història.